# Lupin, un ladro in vacanza
Lupin, un ladro in vacanza è un singolo del rapper italiano Moreno, pubblicato il 28 agosto 2015.

## Descrizione
Il brano ha visto la partecipazione vocale di Giorgio Vanni ed è stato scritto dai due insieme a Max Longhi (autore anche delle musiche con Vanni) come sigla per la quarta serie di Lupin III. La versione pubblicata come singolo e trasmessa in televisione è la seconda versione della canzone.

## Accoglienza
Lupin, un ladro in vacanza ha avuto un caso senza precedenti per una sigla di un anime in Italia. La sigla uscita in versione televisiva già dal 18 luglio 2015 è stata accolta negativamente al punto da divenire un caso mediatico per circa una settimana, così come la scelta dei direttori Mediaset di far avvicinare i più giovani all'anime tramite una sigla hip hop.
Tali eventi hanno scaturito diverse parodie della canzone nonché a un forte dissenso da parte dai fan delle sigle storiche, al punto da spingere questi ultimi a creare una petizione al fine di modificare la sigla, raggiungendo 30 000 firme.

## Video musicale
Come ogni altra sigla italiana pubblicata sulle reti Mediaset, il video è un insieme di immagini provenienti dall'anime. Grazie all'esplosione mediatica la versione televisiva caricata il 18 luglio sul web poco prima di essere rimossa aveva raggiunto quasi 1.000.000 di visualizzazioni.

## Tracce
Testi di Moreno Donadoni, Giorgio Vanni e Max Longhi, musiche di Giorgio Vanni e Max Longhi.
1. Lupin, un ladro in vacanza (feat. Giorgio Vanni) (seconda versione) – 3:22